# Хассан Шехата
Хассан Шехата (араб. حسن شحاتة, нар. 19 червня 1949, Кафр-ед-Даввар) — єгипетський футболіст, що грав на позиції нападника. По завершенні ігрової кар'єри — тренер. Насамперед відомий роботою на чолі національної збірної Єгипту у другій половині 2000-х, коли ця національна команда тричі поспіль вигравала Кубок африканських націй. 

## Клубна кар'єра
Народився 19 червня 1949 року в місті Кафр-ед-Даввар. Вихованець футбольної школи клубу «Замалек». У дорослому футболі дебютував 1967 року виступами за головну команду клубу, звідки за два роки був запрошений до кувейтського клубу «Казма». 
1971 року повернувся до «Замалека», де й провів наступні 12 сезонів до завершення кар'єри гравця у 1983 році. У складі «Замалека» був одним з найефективніших нападників, а двічі, у 1977 і 1980 роках, ставав найкращим бомбардиром єгипетської футбольної першості.  

## Виступи за збірну
1972 року дебютував в офіційних матчах у складі національної збірної Єгипту. Протягом кар'єри у національній команді, яка тривала 9 років, провів у її формі 52 матчі, забивши 14 голів.
У складі збірної був учасником домашнього для єгиптян Кубка африканських націй 1974 року, на якому команда господарів здобула бронзові нагороди, а самого Шехату було включено до символічної збірної турніру.

## Кар'єра тренера
Завершивши кар'єру гравця у 1983, залишився у структурі «Замалека», де очолив тренерський штаб молодіжної команди.
1986 року прийняв запрошення від еміратського «Аль-Васла», з яким пропрацював три роки. 1987 року здобув з командою Кубока Президента ОАЕ, а наступного року привів її до перемоги у чемпіонаті країни.
Згодом у 1989–1990 роках попрацював із суданським «Аль-Меррейхом», після чого повернувся на батьківщину, де протягом 1990-х встиг потренувати цілу низку клубних команд. 2001 року став головним тренером молодіжної збірної Єгипту, яку тренував два роки.
Сезон 2003/04 провів на чолі команди клубу «Ель Мокаволун аль-Араб», яку спочатку привів до перемоги в розіграші Кубка Єгипту, а згодом до здобуття Суперкубка країни.
2004 року був запрошений очолити національну збірну Єгипту. Готував її до домашнього для єгиптян Кубка африканських націй 2006, де команда здолала у фіналі команду Кот-д'Івуару і здобула свій п'ятий в історії титул континентального чемпіона. Згодом керував діями єгипетської збірної на розіграшах Кубка африканських націй 2008 в Гані та Кубка африканських націй 2010 в Анголі, де його підопічні успішно захищали чемпіонський титул. Таким чином став лише другим тренером в історії, якому вдавалося тричі вигравати першість Африки, після тренера збірної Гани Чарльза Г'ямфі. При цьому Шехаті, на відміну від ганця, вдалося ставати володарем Кубка африканських націй тричі поспіль.
Також очолював єгипетську збірну на розіграші Кубка конфедерацій 2009 року в ПАР, а залишив національну команду у 2011. Під час його каденції на чолі збірної Єгипту команда піднімалася на рекордне для себе дев'яте місце в Рейтинзі ФІФА, а самого спеціаліста визнавали найкращим африканським тренером.
У першій половині 2010-х повернувся до клубної роботи і тренував «Замалек», катарський «Аль-Арабі», марокканський «Діфаа», а також «Ель Мокаволун аль-Араб».
Наразі останнім місцем тренерської роботи був клуб «Петроджет», головним тренером команди якого Хассан Шехата був з 2015 по 2016 рік.

## Титули і досягнення

### Як гравця
- Чемпіон Єгипту (1):

«Замалек»: 1977-1978
- Володар Кубка Єгипту (3):

«Замалек»: 1974-1975, 1976-1977, 1978-1979
- Переможець Панарабських ігор: 1965
- Бронзовий призер Всеафриканських ігор: 1973
- Бронзовий призер Кубка африканських націй: 1974

### Як тренера
- Чемпіон Африки (U-20): 2003

- Володар Кубка африканських націй (3):

Єгипет: 2006, 2008, 2010
- Чемпіон ОАЕ (1):

«Аль-Васл»: 1988
- Володар Кубка Президента ОАЕ (1):

«Аль-Васл»: 1987
- Володар Кубка Єгипту (1):

«Ель Мокаволун аль-Араб»: 2003-2004
- Володар Суперкубка Єгипту (1):

«Ель Мокаволун аль-Араб»: 2004